# Сюньсянь
Сюньсянь (кит. упр. 浚县, пиньинь Xùn xiàn) — уезд городского округа Хэби провинции Хэнань (КНР).

## История
При империи Западная Хань на этих землях были основаны уезды Лиян (黎阳县) и Дуньцю (顿丘县). Во времена диктатуры Ван Мана уезд Лиян был переименован в Личжэн (黎蒸县), а Дуньцю — в Шуньцю (顺丘县), но при империи Восточная Хань им были возвращены прежние названия. При империи Северная Вэй в 528 году из уезда Лиян был выделен уезд Дунли (东黎县), но при империи Северная Ци он был расформирован. При империи Восточная Вэй был расформирован уезд Дуньцю. При империи Суй в 586 году на месте прежнего уезда Дунли был создан уезд Линьхэ (临河县).
При империи Сун в 988 году в уезде Лиян разместились власти Тунлиского военного округа (通利军). В 1023 году Тунлиский военный округ был переименован в Аньлиский военный округ (安利军). В 1026 году в подчинение Аньлискому военному округу перешёл и уезд Вэйсянь (卫县). В 1070 году Аньлиский военный округ был упразднён, а в 1073 году уезд Вэйсянь был присоединён к уезду Лиян. В 1086 году был вновь создан Тунлиский военный округ, а уезд Вэйсянь был опять выделен из уезда Лиян. В 1115 году военный округ был повышен в статусе, и стал областью Сюньчжоу (浚州). В 1148 году область Сюньчжоу была переименована в Тунчжоу (通州), но в 1151 году ей было возвращено прежнее название. В 1189 году был расформирован уезд Линьхэ. После монгольского завоевания уезды Лиян и Вэйсянь были расформированы, а их территории перешли под непосредственное управление властей области Сюньчжоу. При империи Мин в 1370 году область была понижена в статусе до уезда — так появился уезд Сюньсянь.
После победы в гражданской войне коммунистами была в августе 1949 года создана провинция Пинъюань, и уезд вошёл в состав созданного одновременно Специального района Аньян (安阳专区) провинции Пинъюань. 30 ноября 1952 года провинция Пинъюань была расформирована, и Специальный район Аньян перешёл в состав провинции Хэнань. В 1958 году Специальный район Аньян был присоединён к Специальному району Синьсян (新乡专区), однако в 1961 году был воссоздан. В 1968 году Специальный район Аньян был переименован в Округ Аньян (安阳地区). В 1983 году округ Аньян и город Аньян были расформированы, и был создан городской округ Аньян. В 1986 году из городского округа Аньян был выделен городской округ Хэби, и уезд вошёл в его состав.

## Административное деление
Уезд делится на 4 уличных комитета, 5 посёлков и 2 волости.